# 比利·爱多尔

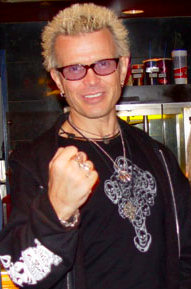
比利·爱多尔(Billy Idol), 2003年

比利·爱多尔（1955年11月30日—），英国音乐家和歌手，1975年到1980年是乐队Generation X的歌手。1981年解散后个人发展非常成功，1980年代至今英國電子搖滾樂天王級歌星，唱腔故意五音不全咬字含糊、時輕飄時又剛猛吼叫著稱。 c21.jpg

## 経历
- 1976年乐队Generation X结成，1978年发行同名唱片，同年乐队一举成名，乐队于1981年解散。
- 1982年第一个人同名唱片发行，以单曲‘White Wedding’极速成名，1983年发行第二唱片〈Rebel Yell〉更成功，这唱片已销售数百万册。
- 1986年发行第3唱片WHIPLASH SMILE，1987年发行VITAL IDOL（编集盘）与秀作唱片発表，1987年的单曲MONY MONY获得全美国No.1单曲。
- 1990年发行唱片CHARMED LIFE同样非常成功。1993年发行唱片Cyberpunk,评价令人不悦。1994年为电影发行同名主题歌‘Speed.’同年辞去音乐创作事业。12年后，2005年，发行唱片〈Devil's Playground〉评价一般.

## 個人金句
1990年，在一次重機意外后，比利·爱多尔對記者們說,"你們全部人想錯了，我說我是再次好色，不是再次復活."

## 電影
- 《火樂焚城》（The Doors）
- 《婚禮歌手》（The Wedding Singer）